# Plasă de păr

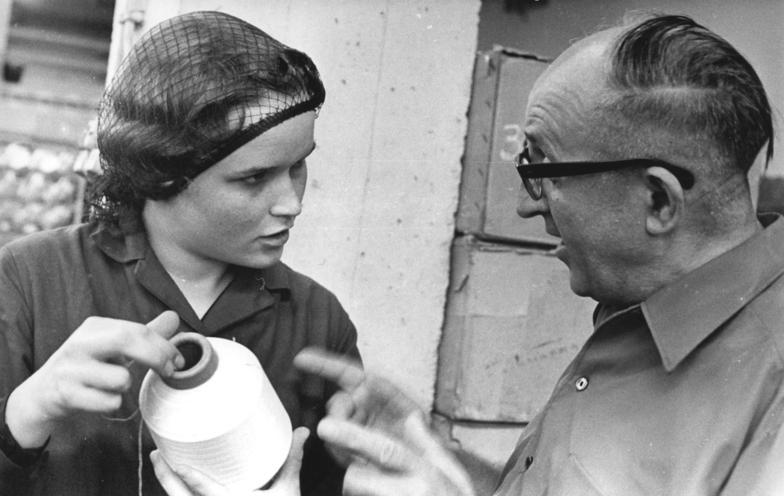
O femeie purtând o plasă pentru păr

O plasă de păr sau plasă pentru păr este o plasă mică și adesea elasticizată purtată peste părul lung cu scopul de a-l ține fixat. O bonetă cu găuri este un accesoriu similar, dar are o plasă din fire mai groase și mai aspre, care stă mai liber pe cap.

## Istoric
Cea mai veche dovadă a folosirii plasei de păr a fost descoperită într-un mormânt vechi de 3300 de ani al unei fete daneze poreclite Fata din Egtved; dovezi ulterioare au fost descoperite în Grecia Antică.

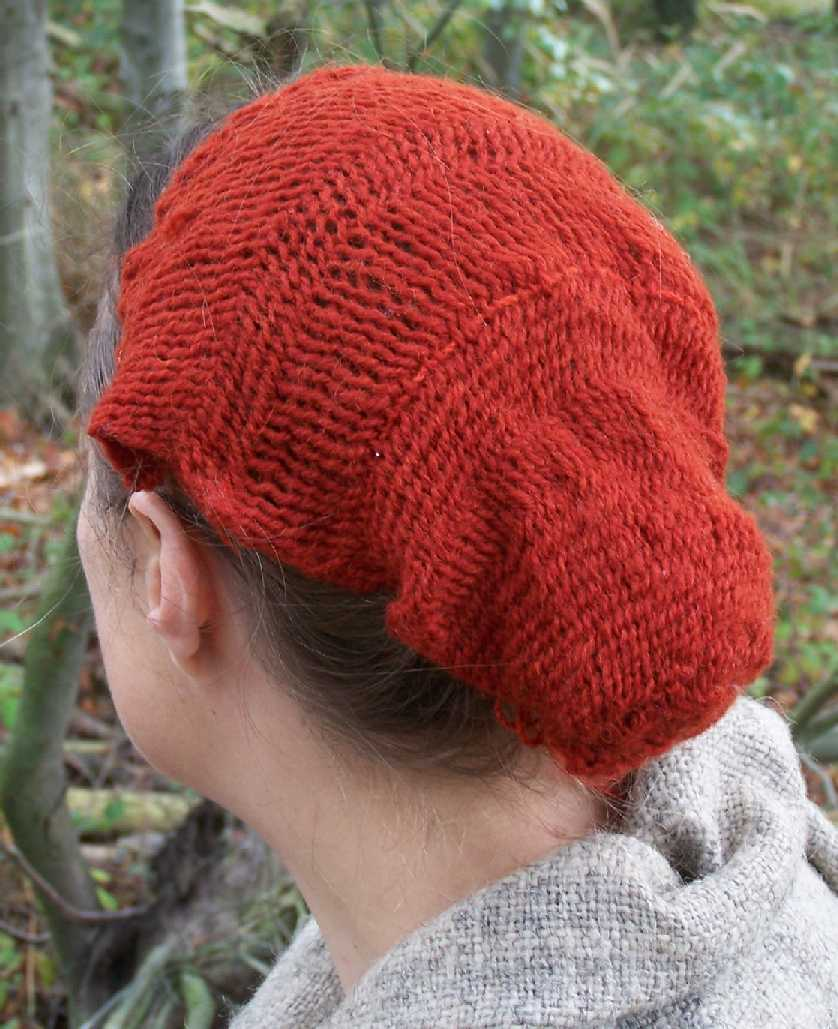
Reconstrucția unui plase de păr a unei femei din Epoca Fierului.

Plase de păr au fost purtate începând din secolul al XIII-lea în Germania și Anglia și sunt reprezentate în ilustrațiile din această perioadă purtate adesea sub o broboadă. Ele erau confecționate din mătase extrem de fină și aveau margini țesute manual.

## Utilizare
Plasele de păr sunt purtate adesea de către lucrătorii din întreprinderile alimentare pentru a preveni căderea părului în alimentele preparate.
Plasele de păr fac parte din ținuta normală a călărețelor și sunt purtate în cele mai multe discipline ecvestre, inclusiv dresaj, sărituri cu calul și vânătoare. Organizații precum Pony Club încurajează tinerele membre să se obișnuiască cu purtarea plaselor de păr atunci când se află în jurul cailor, nu numai pentru a asigura un aspect elegant și distins, dar și pentru a elimina orice pericol de scalpare atunci când călărețul cade de pe cal și calul ar putea să-i calce pe păr și să-l rupă.
Dansatoarele de balet poartă, de obicei, un coc în creștetul capului acoperit cu o plasă de păr.

## În cultură
Ena Sharples, un personaj din telenovela britanică Coronation Street ce a fost difuzată între 1960 și 1980, a fost renumită pentru purtarea unei plase de păr. Membrii bandelor din Statele Unite ale Americii și Mexic poartă plase de păr ca parte a costumației lor.